# Ferrari 360
El Ferrari 360 es un automóvil deportivo de altas prestaciones producido por el fabricante italiano Ferrari entre los años 1999 y 2005. Las distintas variantes llevan nombres diferenciados: el coupé se denomina 360 Modena y el descapotable 360 Spider.
Existen tres versiones de competición llamadas 360 Challenge, 360 GT y 360 GTC.

## Descripción

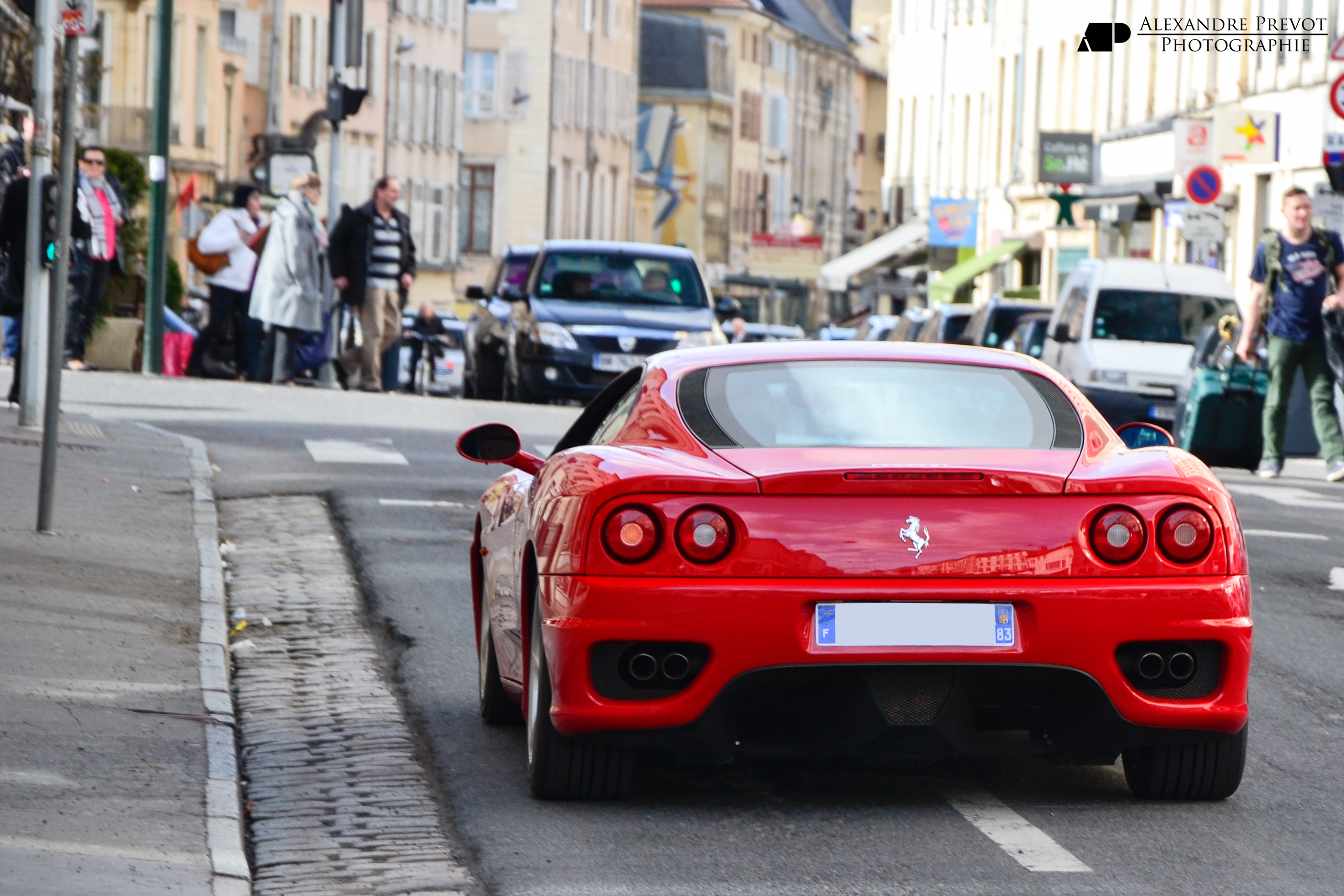
Vista trasera.

El 360 es el primer Ferrari en el que el chasis y la carrocería están construidas completamente en aluminio. Esto le permite tener un 40% más de rigidez torsional y pesar 80 kg (176 lb) menos que su predecesor el F355.
Tiene un motor V8 a 90° de 3586 cm³ (3,6 L) con distribución de doble (DOHC) árbol de levas y 5 válvulas  por cilindro (40 en total) y distribución de válvulas variable, que produce una potencia máxima de 400 CV (395 HP; 294 kW) a las 8500 rpm y un par máximo de 38 kg·m (373 N·m; 275 lb·pie) a las 4750 rpm. El bloque está construido en aluminio y su disposición es central-trasero montado longitudinalmente de tracción trasera y con control de tracción desconectable. Incluye un sistema en el que el motor se acelera levemente tras realizar un rebaje, compensando así la caída de vueltas (punta-tacón automático).
La caja de cambios es de seis velocidades, pudiendo elegir entre la clásica selectora ubicada en la consola central (con la rejilla guía característica de los Ferrari), o la opción F1. Esta última consiste en dos levas tras el volante, cuya función es mandar una señal a un módulo mecatrónico (electrohidráulico) que mueve un sistema de actuadores en la caja de cambios cada vez que se sube o se baja una marcha. De esta manera se prescinde del pedal del embrague. En cuanto a utilizar la marcha atrás en esta configuración, se consigue pisando el freno y moviendo una pequeña palanca que ocupa el lugar de la selectora tradicional.
El sistema de frenos se compone de discos ventilados Brembo de 330 mm (13,0 pulgadas) de diámetro y ABS, en las cuatro ruedas. Esto le permite al 360 pasar de 200 km/h (124 mph) a 0 en 144 metros (472 pies) o 5,1 segundos (10 metros (33 pies) y 4 décimas menos que el F355).

## Diseño
El 360 es un 20% más amplio que su antecesor y es más fácil salir y entrar al vehículo, ya que se mejoró el espacio de las puertas. Un detalle que lo caracteriza es la tapa del motor transparente, cuya función es permitir al conductor ver hacia atrás a través del espejo retrovisor y también permite poder observar el motor desde fuera.
Interiormente cuenta con asientos revestidos en cuero con grandes alas en los laterales del cojín y el respaldo, cuya función es ofrecer sujeción y dan al vehículo un aspecto deportivo. Tras los asientos abatibles, hay un espacio suficiente como para albergar un bolso de palos de golf. En la versión que trae las levas tras el volante, el cuenta vueltas (de aguja al igual que los demás indicadores) incluye un pequeño display en el que el conductor puede ver en que marcha transita, incluso marcha atrás.

## 360 Modena

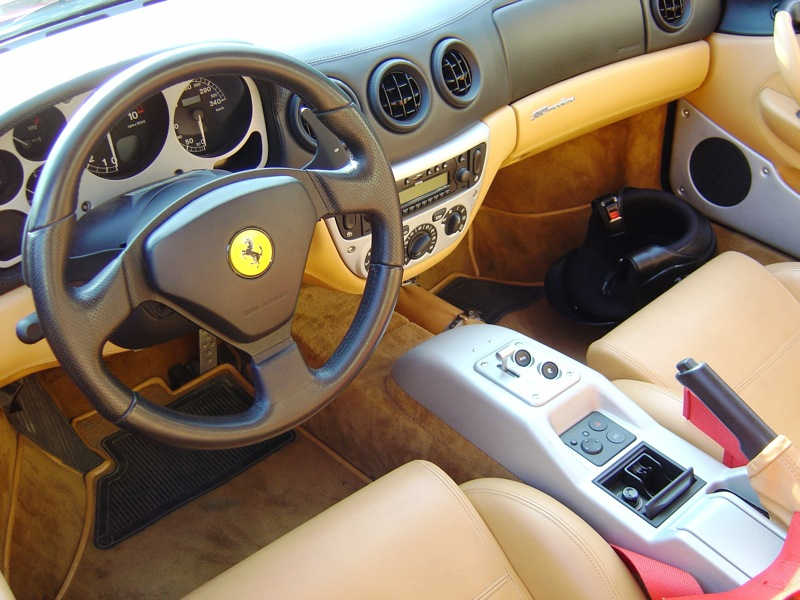
Habitáculo interior.

No es un vehículo sin rivales, ahí está el Porsche 911 Turbo o el GT3, aunque para muchos aficionados no los tiene.
Las llantas de cinco palos de 18 pulgadas (45,7 cm), el frontal afilado, la cintura baja y la ausencia total de aditamentos aerodinámicos que pudieran ensombrecer la pureza de sus líneas, son definitivos para llamar la atención, por muy feo que fuera el color de la carrocería.
El interior, en cambio, decepciona un poco. El cuadro de la instrumentación no tiene un orden muy lógico. Se mezclan nuevas tecnologías con las tradicionales, las típicas agujas para informarnos del régimen del motor y de la velocidad, junto a un indicador luminoso, un poco apartado del conjunto, que nos dice el combustible que queda en el depósito. La rejilla del cambio permanece, así como el pedalier de aluminio y el cuero Conolly que cubre casi todo el interior. La apariencia es algo recargada.
Este escaparate que ha construido Pininfarina está repleto de los elementos necesarios para convertirlo en un deportivo puro y para hacerle ser lo que realmente aparenta. Normalmente, las reacciones de un vehículo con 400 CV (395 HP; 294 kW), propulsión trasera y motor central de concepción similar a un monoplaza son rápidas, de modo que el conductor es más que nunca parte activa de lo que ocurre. El coche responde exactamente a lo que se requiere de él en cada momento, sin que la transición entre agarre y derrape pueda vislumbrarse con claridad y anticipación. Hay que estar seguros de lo que va a ocurrir un poquito antes de que ocurra, si es que pretendemos sacarle partido a un bastidor concebido en la competición y a un motor con una garra y una potencia casi inigualadas.
Al ralentí tiene un sonido algo apagado, pero el rumor y la ligera vibración ya anticipa algo de su carácter. El cambio es duro y también un poco el embrague. La dirección tiene un tacto perfecto. La velocidad llega enseguida, segunda, tercera, cuarta, sin apurar mucho las marchas. En sexta el coche es suave y agradable.
En lugar de aprovechar solamente 4000 rpm, se decide bajar marchas hasta 8000. Subir un par de marchas más y casi se llega a 200 km/h (124 mph). El empuje es lineal y progresivo.
Los frenos son potentes, pero el tacto es algo gomoso. No obstante, se para bien y, al iniciar el primero de los virajes, el morro es fiel a la trazada elegida. No hay imprecisión a la hora seguir al volante hacia donde queremos ir.
Sus reacciones, tanto en curva como en recta, son perfectas. En las zonas rápidas pisa el asfalto como una berlina, pero los cambios de trayectoria los hace con tanta agilidad como un pequeño deportivo. Solamente el cambio desentona, es lento, duro y ralentiza demasiado las apuradas de frenada, ya que el sistema semiautomático con mandos en el volante, elimina totalmente este inconveniente.
Con la potencia hay que tener cuidado si desconectamos el control de tracción. El pedal del acelerador y las ruedas se mueven casi al unísono. No es difícil hacer que éstas sean incapaces de transmitir la potencia al suelo, aunque sí lo es controlar la situación. El pie derecho controla la derrapada con facilidad: más acelerador, el coche más de lado, menos, el coche más por su sitio. La dirección casi funciona sola, no hay brusquedades y el tacto es el idóneo, ni muy duro ni muy blando. De este modo, es posible redondear las curvas de un circuito con una fina y prolongada cruzada.
Siempre que la velocidad de paso por curva no sea muy elevada, todo esto puede ser gratificante. Si la curva es rápida, se puede notar la fuerza lateral tanto como el miedo a una posible espantada del coche. Una derrapada a 120 km/h (75 mph) no se parece en nada a una a 200 km/h (124 mph), en cuarta y con el gas a fondo.

## 360 Spider

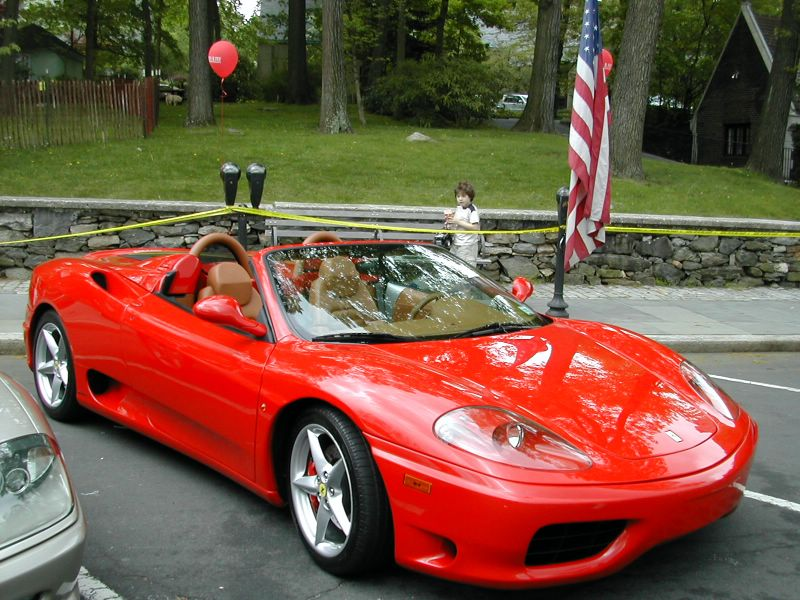
Versión Spider.

El 360 Spider es la versión abierta del 360 Modena, el último cupé de Ferrari. Está diseñado por Pininfarina, que concibió toda la carrocería y bastidor en aluminio. Detrás de los asientos va situado el propulsor, situación que confiere generalmente gran equilibrio dinámico al coche, ya que acerca su centro de gravedad al centro geométrico.
La potencia máxima de su motor convierten a este biplaza en uno de los Ferrari descapotables más rápidos de toda la historia. El 360 Módena se planta de 0 a 100 km/h (62 mph) en 4,5 segundos. El Spider no tardará mucho más, a lo sumo una o dos décimas, en cualquier caso, una aceleración brutal. Ferrari tampoco anuncia la velocidad punta del Spider, pero como el cupé alcanza 295 km/h (183 mph), se puede deducir que el descapotable, con la capota puesta, se lanzará hasta los 280 km/h (174 mph) o 290 km/h (180 mph).
La caja de cambios es manual tradicional de seis velocidades. También se tenía una versión F1, que va equipada con un cambio de mando secuencial, igualmente de seis velocidades, derivado directamente del que emplean los monoplazas de Gran Premio, según afirma la marca.
El accionamiento de la capota se realiza mediante motores eléctricos, por lo que el conductor no tiene que molestarse nada más que de pulsar un botón, para dejar el cielo al descubierto y para volverlo a cubrir.

## Challenge Stradale

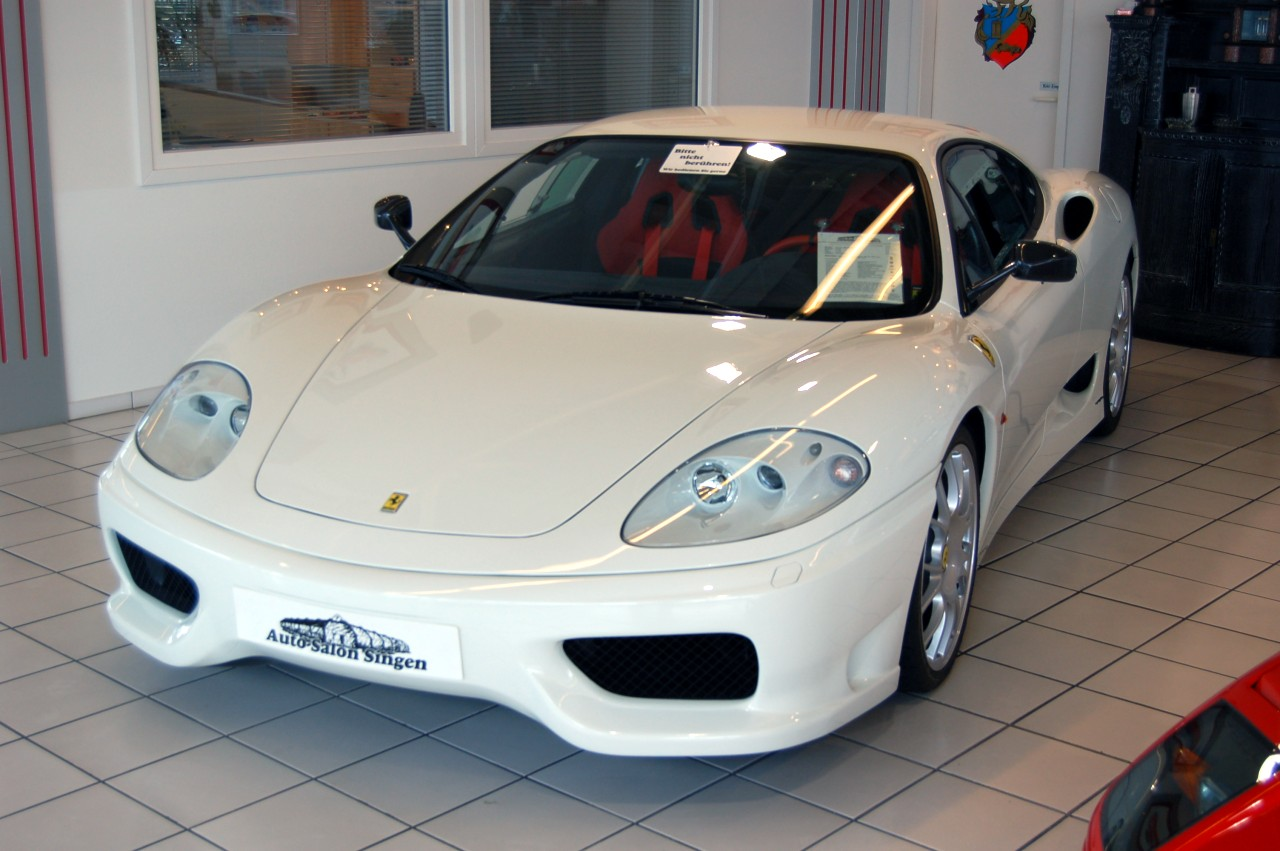
Challenge Stradale en el Salón del automóvil de Singen.

Es una versión extrema homologada para circular por calle, presentada al público en el Salón del Automóvil de Ginebra de 2003. Con respecto al 360 Modena, tiene una potencia aumentada a 425 CV (419 HP; 313 kW) y es 110 kg (243 lb) más ligero, tiene suspensiones reforzadas y apéndices aerodinámicos específicos. Sus llantas de aleación de 19 pulgadas (48,3 cm) tienen un diseño similar a las del Challenge y la caja de cambios es secuencial de seis marchas que fue rediseñada de forma que la demora al cambiar de marcha es de 150 milésimas.
Si heredan los mismos frenos del coche de competición, por lo que cuenta con discos ventilados de 355 x 32 mm (14,0 x 1,3 pulgadas) delante y 330 x 18 mm (13,0 x 0,7 pulgadas) detrás. El peso se debe situar entre los 1390 kg (3064 lb) del 360 Modena de calle y los 1170 kg (2579 lb) del 360 Challenge de carreras, lo cual debe influir también en su capacidad de aceleración de 0 a 100 km/h (62 mph) en 4,1 segundos el 360 Challenge y 4,5 segundos el 360 Modena, pero no en su velocidad máxima de 295 km/h (183 mph).
Tiene las mismas llantas de aleación BBS con 18 pulgadas (45,7 cm) de diámetro que lleva el coche de competición, un faldón delantero que aporta un mayor apoyo aerodinámico, espejos retrovisores más pequeños, revestimientos más ligeros y espartanos en los guarnecidos de las puertas, dos asientos tipo baquet con cinturones de seguridad de arnés y una ventanilla corrediza en la puerta del conductor, como en los Gran Turismo de circuito.

## Especificaciones

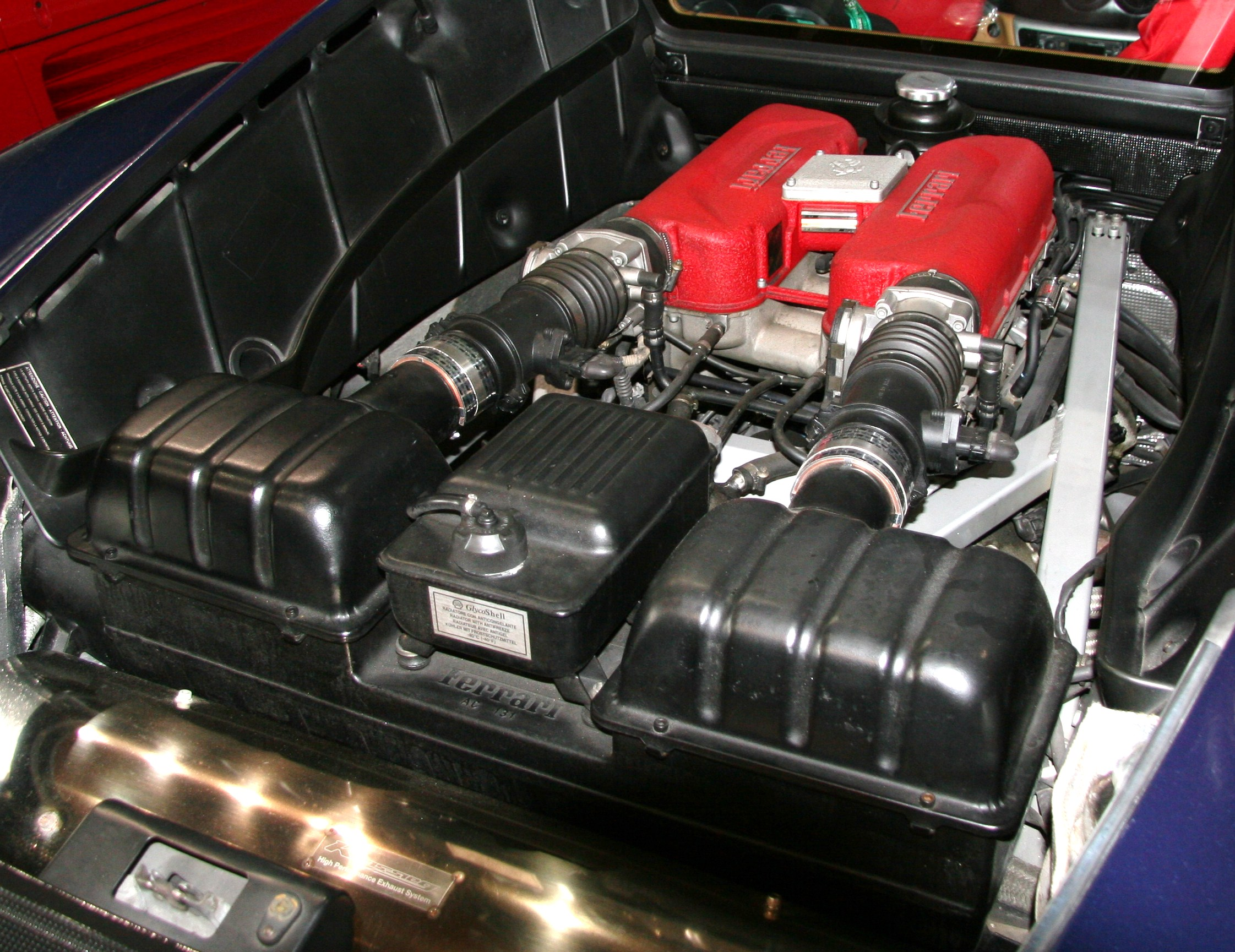
Compartimiento del motor.

A continuación, los demás datos técnicos:
| Materiales del motor                | Bloque y cabezas de aluminio.                                           |
| Alimentación                        | Inyección indirecta Bosch Motronic 7.3 con admisión variable.           |
| Relación de compresión              | 11,0:1 y 11,2:1 en el Challenge Stradale.                               |
| Régimen máximo (línea roja)         | 8650 rpm.                                                               |
| Capacidad del tanque de combustible | 95 L (25,1 galAm).                                                      |
| 0 a 60 mph (97 km/h)                | 4,3 segundos.                                                           |
| 0 a 100 mph (161 km/h)              | 10,3 segundos.                                                          |
| 1/4 milla (402 m)                   | 13 segundos.                                                            |
| Relaciones de la transmisión        | 1ª: 3,29; 2ª: 2,16; 3ª: 1,61; 4ª: 1,27; 5ª: 1,03; 6ª: 0,85; Final: 4,44 |

## En competición

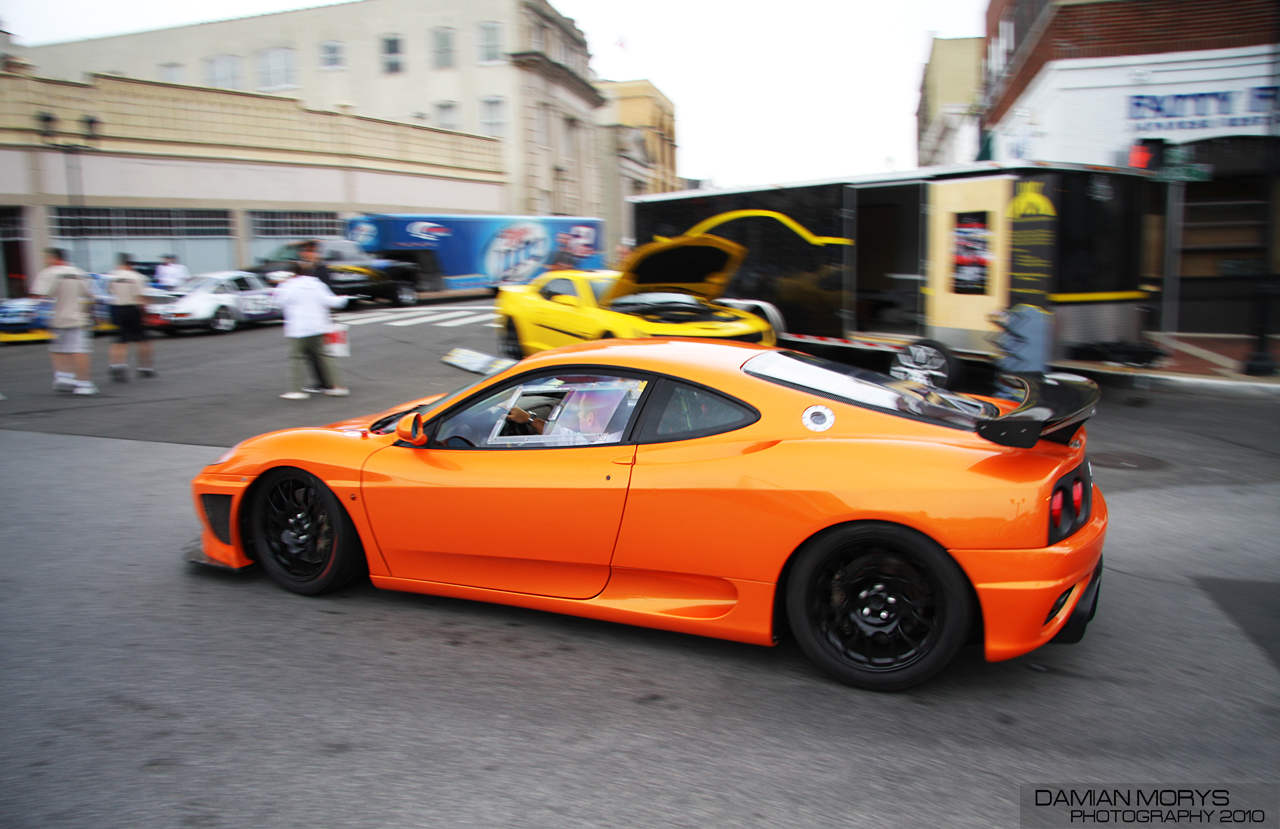
360 GTC Fiorano.

El 360 GTC fue desarrollado por el departamento de Corse Clienti en Maranello en colaboración con Michelotto Automobili y presenta la última tecnología probada con gran éxito en el 360 GT anterior. En comparación con su predecesor, el 360 GTC tiene una aerodinámica sustancialmente diferente: la investigación en el túnel de viento conduce a una posición diferente del alerón trasero del coche, con una mejora significativa en la carga aerodinámica.
El 360 GTC pesa 1100 kg (2425 lb), que es el mínimo requerido por la normativa. Este es el resultado del uso de material compuesto en lo que respecta a la carrocería. Mientras se mantiene la resistencia de las piezas originales, el peso podría disminuir significativamente.
La potencia se ha incrementado a 450 CV (444 HP; 331 kW) a las 8750 rpm y un par máximo de 41,8 kg·m (410 N·m; 302 lb·pie) a las 6500 rpm, gracias a una inyección electrónica Magneti Marelli. La capacidad del tanque de combustible también ha crecido a 100 L (26,4 galAm).

## Apariciones en multimedia
Ha aparecido en varios videojuegos de carreras, como: Need for Speed: High Stakes, Need for Speed: Hot Pursuit 2, Forza Motorsport, Forza Motorsport 2, Forza Motorsport 3, Forza Motorsport 4, Forza Motorsport 5, Forza Motorsport 6, Forza Motorsport 7, Forza Horizon, Forza Horizon 2, Forza Horizon 3 y Forza Horizon 4.